# Bjorli Station
Bjorli Station er en jernbanestation på Raumabanen i Norge. Stationen åbnede i 1921, og var endestation i tre år indtil Raumabanen åbnede i 1924.
På Bjorli Station blev der i årene 1925 til 1927 bygget en stor jernbanerestaurant med plads til 700 spisegæster. Den var hovedsageligt beregnet til turister som kom med turistskib til Åndalsnes, og som blev fragtet videre til Bjorli med tog gennem den smukke Romsdalen. På restauranten fik de serveret bl.a. laks og jordbær, chokoladekage og fyrstekage. Restauranten blev i april 1940 ramt af en bombe og brændt ned, men blev aldrig genopført.
Bjorli er den eneste station mellem Åndalsnes og Dombås, som er betjent. Om sommeren kører der turisttog mellem Bjorli og Åndalsnes i tillæg til regionaltogene.

## Faciliteter
Stationsbygningen er ejet af Rom Eiendom, som er et datterselskab af NSB,, mens sporene og infrastrukturen ejes og betjenes af Jernbaneverket. Stationsbygningen er ubemandet, men er udstyret med et døgnåbent venteværelse. Banen har ingen central trafikkontrol. Stationen er udstyret med 3 spor, hvoraf de 2 bruges til forbikørende tog og det tredje til læsning, og har en effektiv længde af 75 meter. Der er 10 parkeringspladser ved stationen, men ingen billetautomat. Stationen ligger 575 meter over havhøjde og 57 kilometer fra både Dombås og Åndalsne, og 400 kilometer fra Oslo. Stationen ligger i landsbyen Bjorli i Lesja, som er et alpint skisportscenter.